# غواصة يو سي-79
يو سي-79 غواصة ألمانية من فئة يو سي 2 لزرع الألغام البحرية خدمت في البحرية الإمبراطورية الألمانية خلال الحرب العالمية الأولى.

## التاريخ
تم طلب يو سي-79 في 12 يناير 1916 وتم إطلاقه في 19 ديسمبر 1916. تم تكليفها في البحرية الإمبراطورية الألمانية في 22 يناير 1917 باسم يو -79.  أغرقت الغواصة في أحد عشر دورية 10 سفن، إما عن طريق الطوربيد أو عن طريق الألغام. في 28 أبريل 1917، استولت على السفينة الدنماركية Laura في سكاغيراك. غرقت بواسطة لغم قبالة Cap Gris Nez بفرنسا في أواخر مارس أو أوائل أبريل 1918. حدد غواصو البحرية الملكية موقع حطامها في تلك المنطقة في أغسطس 1918.